# تونغا فيفيتا
تونغا 'يولي'يولي فيفيتا (بالإنجليزية: Haku)‏ (مواليد 3 فبراير 1959) مصارع تونغاني محترف سابق، عرف بظهوره في كل من اتحاد بطولة العالم للمصارعة (WCW) و دبليو دبليو إي (WWF). حيث لعب في اتحاد دبليو سي دبليو تحت اسم منغ، فيما لعب تحت أسماء كينغ تونغا، كينغ هاكو، هاكو.

## روابط خارجية
- تونغا فيفيتا على موقع دبليو دبليو إي (الإنجليزية)
- تونغا فيفيتا على موقع WrestlingData.com (الإنجليزية)
- تونغا فيفيتا على موقع CageMatch worker (الإنجليزية)
- تونغا فيفيتا على موقع عالم المصارعة على الإنترنت (الإنجليزية)

- تونغا فيفيتا على موقع IMDb (الإنجليزية)
- تونغا فيفيتا على موقع قاعدة بيانات الفيلم (الإنجليزية)
- صفحة Haku على دبليو دبليو إي.كوم
- Biography of Haku
- TV.com summary